# 클레이턴 로너
클레이턴 로너(1957년 8월 5일 ~ )은 미국의 배우이다.

## 출연 작품
- 코로나도